# The Japanese Sandman
The Japanese Sandman est une chanson composée par Richard A. Whiting sur des paroles de Raymond B. Egan (en), en 1920. Mise sur le devant de la scène par Nora Bayes à la demande de l'éditeur, la chanson évoque un mystérieux marchand de sable et donne la parole à une mère japonaise interprétant un berceuse sur le thème de ce marchand. Sa composition utilise ce qui était alors perçu comme asiatique par les occidentaux de l'époque.
Il s'agit du premier succès du compositeur Richard A. Whiting. L'enregistrement par Paul Whiteman s'écoule à 2 millions de copies vendues.

## Contexte
Né en 1891, Richard A. Whiting connaît tout d'abord le succès avec son titre It's Tulip Time in Holland et son million et demi de copies de partition vendues. Il rencontre par la suite Raymond B. Egan, un guichetier de banque qui lui explique qu'il écrit des paroles de chanson. Ensemble, ils écrivent Till We Meet Again pendant la Première Guerre mondiale et The Japanese Sandman en 1920, dans le cadre de la Tin Pan Alley,,.

## Genèse
Jerome Remick, propriétaire de la majeure compagnie d'édition musicale, envoie Whiting vendre la chanson à Nora Bayes, grande star de l'époque. La chanteuse rencontre Whiting lors d'une matinée et lui demande de jouer le titre que « Jerome m'a dit que tu avais écrit pour moi ». Bayes chante alors le titre et lui explique qu'il s'agit d'une « super chanson ».
Bayes propose d'introduire la chanson le soir même sur scène et demande à Whiting de l'accompagner au piano. Bien que nerveux à l'idée d'être sur scène, Whiting accepte la proposition. Une fois le moment venu, Bayes adresse au public : « Mesdames et messieurs, ce soir vous êtes sur le point d'avoir l'extraordinaire privilège d'entendre pour la première fois la plus merveilleuses des chansons dans le monde - avec le plaisir d'entendre son compositeur au piano. » La chanson interprétée, le public applaudit jusqu'à se qu'elle soit interprétée de nouveau. Dans sa loge, Bayes explique à Whiting que Remick doit éditer la partition et qu'elle en fera un enregistrement dès qu'elle le pourra.
La première édition de la partition montre en couverture une femme japonaise penchée sur un enfant endormis sur un sol en tatami avec le mont Fuji visible en arrière.

## Composition
The Japanese Sandman est un foxtrot de tempo modéré avec une tonalité en fa majeur. La mélodie emprunte les sonorités perçues comme asiatiques par les Occidentaux à l'époque. Le couplet de 20 mesures est sombre et mystérieux, passant de la tonalité en fa mineur, vers une tonalité en la bémol majeur, pour revenir à une tonalité fa mineur. Son accord de neuvième de dominante évoque des lieux exotiques. Quant au refrain de 32 mesures, il suit la forme AA'A"A'" et son motif dominant, indéniablement choisi pour donner un air oriental à la mélodie, est la tierce mineure (do-la) porté de manière monothématique tout au long des changements d’harmonies. De brefs stoccatos sont utilisés en transition vers la deuxième partie du refrain. Un changement inattendu en do dièse dans cette partie annonce un changement harmonique en la majeur. Les deux sections suivantes sont tout aussi inattendues, passant de la plus basse des notes à l'une des plus hautes.
Les paroles traitent d'un mystérieux marchand de sable, et invitent l'auditeur à un voyage au Japon, « caché derrière les cerisiers en fleurs » (« Hide behind the cherry blossoms »), afin d'écouter aux portes la berceuse d'une mère japonaise. Le refrain donne la parole à la mère interprétant la dite berceuse au sujet de ce marchand de sable. Puis, la parole est donnée au marchand lui-même à la fin du second couplet où il dit ainsi « De nouveaux jours sont près de tous » (« New days near for all ») sur une voix « tel un écho de la chanson » (« Like an echo of the song »), explique la mère japonaise. Le marchand de sable y est décrit comme étant un colporteur, achetant et vendant des biens d'occasion. Deux natures du marchand de sable sont présentées : La première, comme quelqu'un qui propose des services de régénérescence nocturne, prenant les jours usés ainsi que chaque chagrin pour donner en échange une toute nouvelle journée, laissant alors la personne « un peu plus âgée » (« a bit older ») et « un peu plus téméraire » (« a bit bolder »). La seconde, comme quelqu'un qui s'immisce dans le sommeil des enfants et qui peut être considérée comme plus lugubre.
- Partition de The Japanese Sandman

## Enregistrements et popularité
Bien que Nora Bayes soit la première à populariser la chanson dans des vaudevilles, c'est Paul Whiteman et son orchestre qui connaît un véritable succès avec son enregistrement pour le label Victor. Situé en face B du titre Whispering composé par Malvin & John Schonberger, le disque s'écoule à environ 2 millions de copies en 1921. Nora Bayes, ainsi que Ben Selvin (en) et son orchestre réalisent aussi des enregistrements de The Japanese Sandman. Cependant, ces derniers n’atteignent pas le succès de la version de Paul Whiteman. En 1935, Benny Goodman effectue un enregistrement de la chanson sous le label Victor.
En 1948, le magazine Billboard place la chanson dans sa liste Fifty Years of Song Hits